# Liste des anciens navires de la Marine nationale depuis 1945
Voici une liste non exhaustive des anciens bâtiments de la Marine française désarmés depuis la fin de la Seconde Guerre mondiale.

## Porte-avions
- Dixmude - restitué à l'US Navy le 10 juin 1966
- Béarn - condamné le 30 mars 1967
- R95 - Arromanches - désarmé le 5 septembre 1974
- R96 - La Fayette - restitué à l'US Navy le 20 mars 1963
- R97 - Bois Belleau - restitué à l'US Navy le 12 septembre 1960
- R98 - Clemenceau - désarmé le 3 mars 1998
- R99 - Foch - vendu à la Marine brésilienne le 15 novembre 2000 São Paulo

## Porte-hélicoptères
- R97 - Jeanne d'Arc - désarmé le 2 novembre 2010

## Cuirassés

### ClasseRichelieu
- A719 - Richelieu - désarmé le 30 septembre 1967
- Jean Bart - désarmé en 1961

## Croiseurs
- Croiseur école Jeanne d'Arc - désarmé le 16 juillet 1964
- Croiseur anti-aérien  - C610 - De Grasse[1] - désarmé en 1973
- Croiseur lance-missiles - C611 - Colbert - désarmé le 24 mai 1991

### Croiseurs de1reclasse
- Tourville - désarmé en 1947
- Duquesne - désarmé en 1949
- Suffren - désarmé le 1er octobre 1947

### Croiseurs de2eclasse
- Émile Bertin- désarmé le 27 octobre 1951
- Duguay-Trouin - désarmé le 23 mars 1952
- Gloire - démantelé en janvier 1958
- Georges Leygues - désarmé en novembre 1959
- Montcalm - désarmé en 1969

## Frégates et corvettes

### Frégates lance-missiles detype Suffren
- D602 - Suffren - désarmé le 20 septembre 2001, brise-lames à l'île du Levant (2009-2023) ; démantelé à Bassens (2023).
- D603 - Duquesne - désarmé en 2008, brise-lames à Saint-Mandrier depuis 2009.

### Frégates anti sous-marines de type Aconit (F65)
- D609 - Aconit - désarmé le 27 février 1997, brise-lames à Lanvéoc-Poulmic (1997-2014) ; en attente de démantèlement au cimetière de Landévennec (2014-2018) ; démantelé à Gand (2018-2019).

### Frégates anti sous-marines detype Tourville (F67)
- D610 - Tourville - désarmé le 10 novembre 2011, en attente au cimetière de Landévennec (2012-2014) ; brise-lames à Lanvéoc-Poulmic depuis 2014.
- D611 - Duguay Trouin - désarmé le 13 juillet 1999, brise-lames à Lanvéoc-Poulmic (1999-2014) ; en attente de démantèlement au cimetière de Landévennec (2014-2020) ; démantelé à Gand (2020-2021).
- D612 - De Grasse - désarmé le 7 mai 2013, en attente au cimetière de Landévennec (2013-2014) ; brise-lames à Lanvéoc-Poulmic depuis 2014.

### Frégates antiaérienne detype Cassard (F70 AA)
- D614 - Cassard - désarmé le 20 décembre 2019, en attente de démantèlement à Toulon (2020-2024) ; démantèlement programmé à Bassens (2024).
- D615 - Jean Bart - désarmé le 31 août 2021, en attente de démantèlement à Toulon depuis 2021.

### Frégates anti sous-marine detype Georges Leygues (F70)
- D640 - Georges Leygues - désarmé le 9 septembre 2013, brise-lames à Lanvéoc-Poulmic depuis 2014 ; démantèlement programmé à Bassens (2024).
- D641 - Dupleix - désarmé en juillet 2015, brise-lames à Saint-Mandrier depuis 2016.
- D642 - Montcalm - désarmé le 3 juillet 2017, en attente de démantèlement à Toulon (2018-2024) ; démantèlement programmé à Bassens (2024).
- D643 - Jean de Vienne - désarmé le 11 juin 2018, en attente de démantèlement à Toulon (2019-2024) ; démantèlement programmé à Bassens (2024).
- D644 - Primauguet - désarmé le 1er avril 2019, en attente au Cimetière de Landévennec (2020-2024) ; brise-lames à Lanvéoc-Poulmic depuis 2024.
- D645 - La Motte-Picquet - désarmé le 13 octobre 2020, en attente de démantèlement à Brest depuis 2020.
- D646 - Latouche-Tréville - désarmé le 15 juin 2022, en attente de démantèlement à Brest depuis 2023.

## Escorteurs

### Escorteurs d'escadredetype T47
- D621 - Surcouf - désarmé le 5 mai 1972
- D622 - Kersaint - désarmé le 3 mars 1984
- D623 - Cassard - désarmé le 1er octobre 1974
- D624 - Bouvet - désarmé le 1er janvier 1982
- D625 - Dupetit-Thouars - désarmé en avril 1988
- D626 - Chevalier Paul - désarmé en juin 1971
- D627 - Maillé-Brézé - désarmé le 1er avril 1988
- D628 - Vauquelin - désarmé le 6 novembre 1986
- D629 - D'Estrées - désarmé le 3 juillet 1985
- D630 - Du Chayla - désarmé le 15 novembre 1991
- D631 - Casabianca - désarmé le 7 septembre 1984
- D632 - Guépratte - désarmé le 5 août 1985

### Escorteurs d'escadredetype T53
- D633 - Duperré - désarmé le 1er juin 1992
- D634 - La Bourdonnais - désarmé en juillet 1976
- D635 - Forbin - désarmé le 1er juin 1981
- D636 - Tartu - désarmé en décembre 1979
- D637 - Jauréguiberry - désarmé le 16 septembre 1977

### Escorteur d'escadredetype T56
- D638 - La Galissonnière - désarmé le 20 avril 1990

### Escorteursrapidestype E50
- F761 - Le Corse - désarmé le 31 janvier 1975
- F762 - Le Brestois - désarmé le 30 septembre 1975
- F763 - Le Boulonnais - désarmé en juin 1976
- F764 - Le Bordelais - désarmé le 1er juin 1976

### Escorteursrapidestype E52 A
- F765 - Le Normand - désarmé le 31 décembre 1980
- F766 - Le Picard - désarmé le 21 décembre 1979
- F767 - Le Gascon - désarmé le 26 septembre 1977
- F768 - Le Lorrain - désarmé le 6 mars 1976
- F769 - Le Bourguignon - désarmé le 24 septembre 1976
- F770 - Le Champenois - désarmé en août 1975
- F771 - Le Savoyard - désarmé le 29 février 1980
- F772 - Le Breton - désarmé le 2 avril 1976
- F773 - Le Basque - désarmé le 27 décembre 1979
- F774 - L'Agenais - désarmé le 30 novembre 1985
- F775 - Le Béarnais - désarmé le 1er juin 1979

### Escorteursrapidestype E52 B
- F776 - L'Alsacien - désarmé le 1er septembre 1981
- F777 - Le Provençal - désarmé en décembre 1980
- F778 puis A778 - Le Vendéen - désarmé le 1er décembre 1981

### Escorteurs (ex Avisos dragueur) (Classe Elan)
- Élan - désarmé le 10 octobre 1957

- Chevreuil - remis à la Marine tunisienne en 1959
- F734 - Annamite puis Chamois - prêté à la Marine marocaine le 7 novembre 1961 puis désarmé en 1967 à son retour en France
- F741 - Commandant Delage - désarmé le 18 octobre 1960
- F742 - Commandant Domine - désarmé le 23 décembre 1954
- F743 - Commandant Duboc -  désarmé en 1956
- F744 - La Boudeuse - désarmé le 15 avril 1958
- F745 - La Capricieuse - désarmé le 16 janvier 1964
- F747 - La Moqueuse - désarmé le 21 décembre 1964

### Escorteurs (ex destroyer d'escorte américains de type "DE" -Classe Cannon)
- F701 - Algérien
- F702 - Sénégalais
- F703 - Somali - Transformé en B.E. sous le matricule A607 et devenu l'Arago puis désarmé en 1972, coulé en 1976.
- F704 - Hova
- F705 - Marocain
- F706 - Tunisien
- F717 - Arabe
- F718 - Kabyle
- F719 - Bambara - désarmé fin 1958
- F720 - Sakalave - désarmé en 1959
- F721 - Touareg
- F722 - Soudanais - désarmé en 1959
- F723 - Berbère - désarmé le 1er janvier 1958
- F724 - Malgache - transformé en bâtiment d'expérimentation sous le nom d’Arago, désarmé en 1967. C'est le Somali qui est devenu l'Arago. Il était déjà BE en 1960 sous le N°A607 avant d'être désarmé en 1967.

### Escorteurs (exfrégatebritanniquetype "River")
- F708 - La Surprise
- F708 - Ailette
- F710 - Croix de Lorraine
- F711 - La Confiance
- F712 - La Découverte
- L'Aventure - désarmé en 1961

### Escorteurs (ex avisos declasse Chamois)
- F736 - Gazelle - désarmé le 8 mai 1960
- F737 - Bisson - désarmé le 1er novembre 1964
- F738 - Commandant Amyot d'Inville - désarmé le 18 février 1965
- F739 - Commandant de Pimodan - désarmé le 22 janvier 1965

### Bâtiment hydrographique
- F750 - La Pérouse
- F751 - Beautemps-Beaupré
- A753 La Decouverte
- Amiral Mouchez

## Avisos
- Francis Garnier (ex italien Eritréa) - F730 - désarmé en 1966
- Marcel Le Bihan - F753 (rebaptisé Gustave Zédé) - désarmé en septembre 1986
- Paul Goffeny - F754 - désarmé en novembre 1968
- Commandant Robert Giraud - F755 - désarmé en août 1976

### Avisos-coloniauxdeclasseBougainville
- D'Entrecasteaux - PG79 - désarmé le 19 août 1948
- La Grandière - F731 - désarmé en mai 1959
- Dumont d'Urville - F732 - désarmé le 15 novembre 1957
- Savorgnan de Brazza - F733 - désarmé le 17 octobre 1954

### Avisos-escorteursdeclasse Commandant Rivière
- Victor Schœlcher - F725 - remis à la Marine uruguayenne en 1988
- Commandant Bory - F726 - désarmé le 27 décembre 1996
- Amiral Charner - F727 - remis à la Marine uruguayenne le 28 novembre 1991
- Doudart de Lagrée - F728 - désarmé le 13 décembre 1991
- Balny - F729 - désarmé en juillet 1994
- Commandant Rivière - F733 - désarmé le 16 octobre 1992
- Commandant Bourdais - F740 - remis à la Marine uruguayenne le 14 mars 1990
- Protet - F748 - désarmé le 29 juin 1992
- Enseigne de Vaisseau Henry - F749 - désarmé le 20 août 1996

### Avisostype A69 classe d'Estienne d'Orves
- D'Estienne d'Orves - F781 - vendu à la Marine turque le 18 mars 2002 Beycoz
- Amyot d'Inville - F782 - vendu à la Marine turque le 3 juin 2002 Bartın
- Drogou - F783 - vendu à la Marine turque le 18 octobre 2001 Bodrum
- Détroyat - F784 - désarmé le 25 juillet 1997, brise-lames à Brest (1997-2006) ; en attente au cimetière de Landévennec (2006-2015) ; démantelé à Gand (2015).
- Jean Moulin - F785 - désarmé le 27 juillet 2001, brise-lames à l'école naval de Lanvéoc-Poulmic (2004-2014) ; démantelé à Gand (2015).
- Quartier-Maître Anquetil - F786 - vendu à la Marine turque le 15 novembre 2001 Bandırma
- Commandant de Pimodan - F787 - vendu à la Marine turque le en 2000 Bozcaada
- Second-Maître Le Bihan - F788 - vendu à la Marine turque le 26 juin 2002 Bafra
- Lieutenant de vaisseau Le Hénaff - F789 - désarmé le 2 juillet 2018, en attente de démantèlement à Brest (2020-)
- Lieutenant de vaisseau Lavallée - F790 - désarmé le 2 juillet 2018, en attente de démantèlement au cimetière de Landévennec (2019-)
- Commandant L'Herminier - F791 - désarmé le 2 juillet 2018, en attente de démantèlement à Brest (2018-)
- Premier-Maître L'Her - F792 - désarmé le 1er juillet 2024, en attente de démantèlement à Brest (2024) ; coulé par un tir d'exercice (2024)

## Sous-marins

### Sous-marin expérimental lance-missile de type Gymnote
- Gymnote - S655 - désarmé le 1er octobre 1986

### Sous-marins nucléaires lanceurs d'enginsdetype Le Redoutable
- Le Foudroyant - S610 - désarmé le 30 avril 1998
- Le Redoutable - S611 - désarmé le 13 décembre 1991
- Le Terrible - S612 - désarmé le 1er juillet 1996
- L'Indomptable - S613 - désarmé en avril 2005
- Le Tonnant - S614 - désarmé le 16 décembre 1999
- L'Inflexible - S615 - désarmé en janvier 2008

### Sous-marins nucléaires d'attaquesdetype Rubis
- Rubis - S601 - désarmé le 2 décembre 2022
- Saphir - S602 - désarmé le 3 juillet 2019
- Casabianca - S603 - désarmé le 28 septembre 2023
- Émeraude - S604 - désarmé en novembre 2024

### Sous-marins chasseurs de sous-marins de 400 tonnesclasse Aréthuse
- Aréthuse - S635 - désarmé le 3 avril 1979
- Argonaute - S636 - désarmé le 31 juillet 1982 - Actuellement visitable à la Cité des sciences et de l'industrie de La Villette.
- Amazone - S639 - désarmé le 2 juin 1980
- Ariane - S640 - désarmé le 1er avril 1981

### Sous-marins océanique de1 200 tonnesdeclasse Narval
- Narval - S631 - désarmé le 15 juin 1983
- Marsouin - S632 - désarmé en 1982
- Dauphin - S633 - désarmé le 31 décembre 1992
- Requin - S634 - désarmé le 1er novembre 1985
- Espadon - S637 - désarmé le 11 septembre 1985
- Morse - S638 - désarmé le 19 décembre 1986

### Sous-marins de grande croisière detype1 500 tonnes
- Archimède - Q142 - désarmé le 19 février 1952
- Argo - Q151 - désarmé le 26 avril 1946
- Le Glorieux - Q168 - désarmé le 27 octobre 1952
- Le Centaure - Q169 - désarmé le 19 juin 1952
- Casabianca - Q183 - désarmé le 12 février 1952

### Sous-marins à hautes performances de 800 tonnes classeDaphné
- Daphné - S641 - désarmé le 16 octobre 1989
- Diane - S642 - désarmé le 30 décembre 1987
- Doris - S643 - désarmé le 18 novembre 1994
- Eurydice - S644 - perdu corps et biens le 4 mars 1970
- Flore - S645 - désarmé le 2 mars 1989 - Actuellement visitable au Port de Lorient.
- Galatée - S646 - désarmé le 22 octobre 1993
- Minerve - S647 - perdu corps et biens le 27 janvier 1968
- Junon - S648 - désarmé le 8 octobre 1996
- Psyché - S650 - désarmé le 29 septembre 1998
- Sirène - S651 - désarmé le 30 mai 1997

### Sous-marins d'attaque de1 200 tonnesclasse Agosta
- Agosta - S620 - désarmé le 28 février 1997
- Bévéziers - S621 - désarmé le 3 avril 1998
- La Praya - S622 - désarmé le 1er juillet 2000
- Ouessant - S623 - retiré du service le 13 juillet 2001 puis a servi à former les sous-mariniers malais. A été transformé en navire musée en Malaisie.

## Patrouilleurs
- P730 - La Combattante[2] - désarmé le 27 septembre 1996
- A702 - Girelle : Patrouilleur de surveillance de sites - désarmé le 1er août 1997
- A714 - Tourmaline [3] : Patrouilleur de surveillance de sites - remis à la Direction générale de l'Armement en été 1999

### Escorteurs côtiers typePatrol Coastal(PC) ex Américains (Classe PC-461)
- P604 - Coutelas - désarmé en septembre 1960
- P607 - Sabre -
- P608 - Cimeterre
- P609 - Pique - désarmé en décembre 1958
- P616 - Lancier
- P624 - Hussard - désarmé le 30 octobre 1965
- Dague
- Javelot
- L'Emporté
- L'Éveillé
- L'Indiscret
- Le Résolu
- Le Rusé
- Le Vigilant
- Le volontaire
- Carabinier
- Franc Tireur
- Goumier - remis à la Marine marocaine en 1960
- Grenadier
- Mameluck
- Spahi
- Tirailleur
- Voltigeur
- Cavalier
- Dragon
- Fantassin - désarmé en 1960
- Lansquenet
- Légionnaire
- L'Impétueux

### Escorteurs côtierstype Le Fougueux
- P641 - Le Fougueux
- P642 - L’Opiniâtre
- P643 - L'Agile - désarmé en 1976

### Escorteurs côtierstype l'Adroit
- P630 - L'Intrépide - P630 - désarmé le 23 décembre 1976
- P635 - L'Ardent
- P637 - L’Étourdi - P637 - désarmé le 13 décembre 1976
- P638 - L'Effronté - P638
- P639 - Le Frondeur - P639 - désarmé le 25 mars 1977
- P640 - Le Fringant - P640 - désarmé le 14 septembre 1981
- P644 - L'Adroit - désarmé en 1979
- P645 - L'Alerte
- P646 - L'Attentif - désarmé le 20 février 1978
- P647 - L'Enjoué - désarmé en 1976
- P648 - Le Hardi - désarmé le 1er octobre 1977

### Patrouilleurs auxiliairesdeClasse L'Ajaccienne(ex-chalutiers armésbritanniques)
- P650 - L'Ajaccienne - désarmé en 1956
- P651 - La Sétoise - désarmé en 1960
- P652 - La Toulonnaise - désarmé en 1959

### Patrouilleur d'assistance aux pêches (ex-dragueur de mines DB1)
- P765 - Mercure - (ex-dragueur de mines M765) - désarmé le 27 avril 1991

### Patrouilleurs (ex-dragueurs côtiers deClasse Baydu Canada)
- M727 - La Malouine - désarmé en 1977
- P652 - La Lorientaise - désarmé en 1984
- P653 - La Dunkerquoise - désarmé en 1984
- M728 - La Bayonnaise (puis P654) - désarmé en 1976
- P655 - La Dieppoise - désarmé en 1985
- P657 - La Paimpolaise - désarmé le 31 juillet 1987

### Patrouilleurs rapides (PATRA) detype Trident[4]
- P670 - Trident - désarmé le 28 juin 1996
- P671 - Glaive - désarmé en 1er août 2015
- P672 - Épée - désarmé le 23 mai 2008
- P673 - Pertuisane - désarmé le 28 juin 1996

### Patrouilleurs de type Espadon
- P679 - Grèbe - transféré à la Marine camerounaise en 2012 Dipikar

### Patrouilleur de type Sterne
- P680 - Sterne - désarmé le 16 juillet 2009

### Patrouilleur austral de type Albatros
- P681 - Albatros - désarmé le 27 janvier 2016 ; démantèlement à Bassens (2024).

### Patrouilleurs detype P400
- P682 - L'Audacieuse - désarmé le 26 mai 2011
- P683 - La Boudeuse - désarmé le 26 mai 2011
- P684 - La Capricieuse - désarmée le 30 juin 2017
- P685 - La Fougueuse - désarmé le 26 septembre 2009
- P686 - La Glorieuse - désarmé le 24 juillet 2023
- P687 - La Gracieuse - désarmée le 30 septembre 2017
- P688 - La Moqueuse - désarmé le 21 mai 2020
- P689 - La Railleuse - désarmé le 12 juin 2012
- P690 - La Rieuse - vendu à la Marine kényane le 7 juin 2011 Harembee
- P691 - La Tapageuse - désarmé le 22 novembre 2013

### Patrouilleur deClasse Gowind- OPV 90
- P725 - L'Adroit - restitué à Naval Group le  31 août 2018

## Bâtiments de lutte contre les mines

### Dragueurs de type MSO(Mine Sweeper Ocean)[5]
- M609 - Narvik
- M610 - Ouistreham
- M612 - Alençon
- M613 - Berneval
- M614 - Bir-Hacheim
- M620 - Berlaimont
- M621 - Origny
- M622 - Autun
- M623 - Baccarat
- M624 - Colmar

### Chasseurs de minesdetype Dompaire(ex-dragueurs océaniques de type MSO)
- M615 - Cantho
- M616 - Dompaire
- M617 - Garigliano
- M618 - Mytho
- M619 - Vinh Long - désarmé le 9 novembre 1988

### Dragueurs de type MSCouMSC-60[6]
- M631 - Pavot - vendu à la Marine turque (Selçuk)
- M632 - Pervenche
- M633 - Pivoine
- M634 - Renoncule - vendu à la Marine turque (Seytham)
- M635 - Réséda
- M638  -Accacia
- M639 - Acanthe
- M640 - Aconit (puis Marjolaine) - remis à la Marine tunisienne (Sousse)
- M667 - Ajonc
- M668 - Azalée
- M669 - Bégonia
- M670 - Bleuet
- M671 - Camélia
- M672 - Chrysanthème
- M673 - Coquelicot - remis à la Marine tunisienne (Hannibal)
- M674 - Cyclamen
- M675 - Églantine
- M676 - Gardenia
- M677 - Giroflée
- M678 - Glaïeul
- M679 - Glycine
- M680 - Jacinthe
- M681 - Laurier
- M682 - Lilas
- M683 - Liseron
- M684 - Lobelia
- M685 -  Magnolia
- M686 - Marguerite
- M687 - Mimosa
- M688 - Muguet
- M689 - Myosotis
- M690 - Narcisse
- M691 - Œillet
- M692 - Pâquerette
- M698 - Roselys
- M699 - Tulipe

### Chasseurs de minestripartites detype Éridan
- M641 - Éridan - désarmé le 13 juin 2018
- M642 - Cassiopée - désarmé le 1er juillet 2022
- M645 Orion - désarmé en 2023
- M649 - Persée - désarmé le 8 juillet 2009
- M650 - Sagittaire - remis à la Marine pakistanaise le 24 septembre 1992 (ce navire ne doit pas être confondu avec l'actuel Sagittaire français mis en service le 2 avril 1996 pour le remplacer)
- M651 - Verseau (ex-M920 Iris belge) - désarmé le 12 février 2010

### Dragueurs côtiers de type DClasse Sirius
- M701 - Sirius (1952-1971)
- M702 - Rigel (1953-1974)
- M703 - Antares (1953-1981)
- M704 - Algol (1953-1976)
- M705 - Aldébaran (1953-1970)
- M706 - Régulus (1952-1974)
- M707 - Véga (1953-1981)
- M708 - Castor (1953-1973)
- M709 - Pollux (1953-1970)
- M710 - Pégase 1955-1974)
- M734 - Croix du Sud (1956-1981)
- M735 - Etoile Polaire (1956-1978)
- M736 - Altaïr (1956-1982)
- M737 - Capricorne (1956-1988)
- M739 - Céphée (1956-1988)
- M740 - Cassiopée (1953-1976)
- M741 - Eridan renommé Aldébaran en 1977 (1953-1979)
- M742 - Orion (1953-1970)
- M743 - Sagittaire (1953-1979)
- M744 - Achernar (1953-1970)
- M745 - Procyon(1953-1970)
- M746 - Arcturus (1954-1981)
- M747 - Bételgeuse (1954-1989)
- M749 - Phénix (1955-1992)
- M750 - Bellatrix (1955-1974)
- M751 - Denébola (1955-1974)
- M752 - Centaure (1955-1970)
- M753 - Fomalhaut (1955-1970)
- M754 - Canopus (1955-1982)
- M755 - Capella (1955-1987
- M757 - Verseau (1956-1988)
- M758 - Ariès (1956-1988)
- M759 - Lyre (1956-1981)

### Chasseurs de minesdeClasse Circé[7]
- M712 - Cybèle - remis à la Marine turque le 4 décembre 1998
- M713 - Calliope - remis à la Marine turque le 17 juillet 1998
- M714 - Clio - remis à la Marine turque le 15 janvier 1999
- M715 - Circé - remis à la Marine turque le 28 août 1998
- M716 - Cérès - remis à la Marine turque le 30 octobre 1998

### Dragueurs de type MSI(Mine Sweeper Inshore)
- M771 - Tulipe - désarmé le 20 avril 1984
- M772 - Armoise (puis A741) - désarmé en 1989
- M773 - Violette (puis P788) - désarmé le 13 février 1987
- M774 - Œillet - désarmé le 20 avril 1984
- M775 - Pâquerette - désarmé le 15 juin 1988
- M776 - Hortensia- désarmé le 9 janvier 1986
- M781 - Aubépine - désarmé en 1971
- M782 - Capucine - désarmé en avril 1984
- M783 - Hortensia - désarmé le 18 novembre 1983
- M784 - Géranium - désarmé le 27 juillet 1987
- M785 - Hibiscus - désarmé le 21 février 1986
- M786 - Dahlia - désarmé le 2 avril 1990
- M787 - Dahlia - désarmé le 3 décembre 1984
- M788 - Myosotis - désarmé le 6 juin 1984
- M789 - Pétunia - désarmé le 26 septembre 1986

## Bâtiments amphibies

### Transport de chalands de débarquement
- Foudre - L9020 - désarmé le 1er janvier 1969 puis rendu à l'US Navy

### Landing Ship Tank
- Liamone - L9000 - désarmé en 1951
- Laita - L9001 - désarmé le 31 juillet 1964
- Orne - L9002 - désarmé le 17 février 1962
- Vire - L9003 - désarmé le 19 janvier 1957
- Rance - L9004
- Odet - L9005 - désarmé le 17 août 1962
- Cheliff - L9006 - désarmé en 1969
- Adour - L9007 - désarmé en 1955
- Golo - L9008 - désarmé en 1960
- Vulcain - A656 - remis à la Marine chinoise en 1957
- Paillotte - désarmé en 1956

### Landing Ship Medium
- Issole - L9061 - ancien L4099 HMS Buttress vendu en 1976 aux Comores

### Bâtiment de transport et de soutien
- Bougainville - L9077 - désarmé le 15 octobre 2010

### Transports de chalands de débarquement detype Ouragan
- Ouragan - L9021 - désarmé en janvier 2007
- Orage - L9022 - désarmé le 30 juin 2007

### Transports de chalands de débarquementtype Foudre
- Foudre - L9011 - vendu à la Marine chilienne le 23 décembre 2011 Sargento Aldea
- Siroco - L9012 - vendu à la Marine brésilienne le 17 décembre 2015 Bahia

### Bâtiments de transport léger (BATRAL) detype Champlain
- Champlain - L9030 - désarmé le 30 août 2004
- Francis Garnier - L9031 - désarmé le 16 février 2011
- Jacques Cartier - L9033 - désarmé en juillet 2013
- La Grandière - L9034 - désarmé en juillet 2016
- Dumont d'Urville - L9032 - désarmée en juillet 2017

### Bâtiments de débarquement de chars
- Argens - L9003 - désarmé le 4 décembre 1985, brise-lames au Centre d'instruction naval de Saint-Mandrier jusqu'en 2007, démantelé mai 2014[8].
- Bidassoa - L9004 - désarmé le 12 décembre 1986
- Trieux - L9007 - désarmé le 12 juillet 1988
- Dives - L9008 - désarmé le 30 novembre 1985, brise-lames au Centre d'instruction naval de Saint-Mandrier jusqu'en 2007, démantelé avril 2014[8].
- Blavet - L9009 - désarmé le 3 janvier 1985

### Engins de débarquement d'infanterie et de chars
- Sabre - L9051 - remis à la Marine sénégalaise le 17 mai 2011
- Dague - L9052 - remis à la Marine djiboutienne le 30 juin 2012
- EDIC 9070 - L9070 - remis à la Marine sénégalaise le 12 janvier 2000
- EDIC 9072 - L9072 - était affecté à la base de l'atoll de Mururoa (Polynésie Française)
- EDIC 9074 - L9074 - était affecté à la base de l'atoll de Mururoa (Polynésie Française)
- EDIC 9074 - L9082
- EDIC 9083 - L9083
- EDIC 9084 - L9084
- EDIC 9091 - L9091 - désarmé le 1er juillet 1988
- EDIC 9092 - L9092 - désarmé le 4 novembre 1988
- EDIC 9093 - L9093 - désarmé en mars 1988
- EDIC 9094 - L9094 - désarmé le 1er septembre 1991
- EDIC 9095 - L9095 - remis à la Marine sénégalaise le 1er juillet 1974
- EDIC 9096 - L9096 - désarmé le 15 septembre 1989

### Chalands de débarquement d'infanterie et de chars
- Rapière - L9061 - remis à la Marine chilienne le 23 décembre 2011
- Hallebarde - L9062 - remis à la Marine brésilienne le 17 décembre 2015

## Bâtiments de soutien
- Ravitailleur en produits blancs Aber Wrach - A619 - désarmé le 7 octobre 1988[9]
- Pétrolier ravitailleur Var - A620 - désarmé le 23 février 1960
- Bâtiment atelier polyvalent Jules Verne - A620 - désarmé le 16 octobre 2010
- Pétrolier ravitailleur Elorn - A621 - désarmé le 29 mars 1958
- Pétrolier ravitailleur Le Mekong - A622 - désarmé le 23 novembre 1959
- Pétrolier ravitailleur La Charente - A626 - désarmé le 30 avril 1984
- Transport pétrolier Verdon - A634 - désarmé en décembre 1971
- Bâtiment atelier Jules Verne - A640 - désarmé en 1960
- Pétrolier ravitailleur Isère - A675 - désarmé le 28 décembre 1983
- Transport ravitailleur Saintonge - A733 - désarmé le 1er décembre 1980
- Pétrolier ravitailleur Tarn - A771 - désarmé en 1970
- Pétrolier ravitailleur Lot
- Pétrolier ravitailleur Adour

### Bâtiments de soutien mobile (ex-bâtiments de soutien logistique) de type Rhin
- Loire - A615 - désarmé le 21 octobre 2009 ; en attente de démantèlement à Brest (2009-2020) ; démantelé à Gand (2020).
- Garonne - A617 - désarmé et coulé en 2003.
- Rance - A618 - désarmé en janvier 1997; brise-lames à l'école de plongée de Saint-Mandrier (2007-2016) ; en attente de démantèlement à Toulon (2016-2019) ; démantelé à Gand (2019).
- Rhin - A621 - désarmé le 12 décembre 2002 ; brise-lames à Lanvéoc-Poulmic (2002-2014) ; en attente de démantèlement à Brest (2014-2018) ; démantelé à Gand (2018-2019).
- Rhône - A622 - désarmé le 12 mai 1997 ; brise-lames à Lorient (1997-2019) ; démantelé à Gand (2019).

### Pétroliers ravitailleurs d'escadre de type La Baïse
- La Baïse - A625 - désarmé le 19 août 1966, brise-lames à l'île du Levant de 1966 au 5 juillet 1982 (Q 418) ;
- La Mayenne - A626 - désarmé le 16 mai 1964 sans avoir jamais été transformé en PRE[10]
- La Charente - A623 - désarmé en 1960, sans avoir jamais été transformé en PRE.

### Pétroliers ravitailleurs d'escadre de type La Seine
- La Seine - A627 - désarmé le 13 octobre 1976
- La Saône - A628 - désarmé le 1er février 1981, brise-lames à l'île du Levant juillet 1982 au 14 mai 2009, démantelée en 2013 (Q 622)[11].

### Pétroliers ravitailleurs de type Lac Chambon
- Lac Chambon - A629 - désarmé le 1er avril 1974
- Lac Tonle Sap - A630 - désarmé le 1er août 1981
- Lac Tchad - A631 - désarmé le 26 juin 1972

### Pétroliers de type Papenoo
- Papenoo - A625 - désarmé en juillet 1992[12]
- Punaruu - A632 - remis à la Marine tongienne le 30 novembre 1995[13]

### Pétroliers ravitailleurs detype Durance

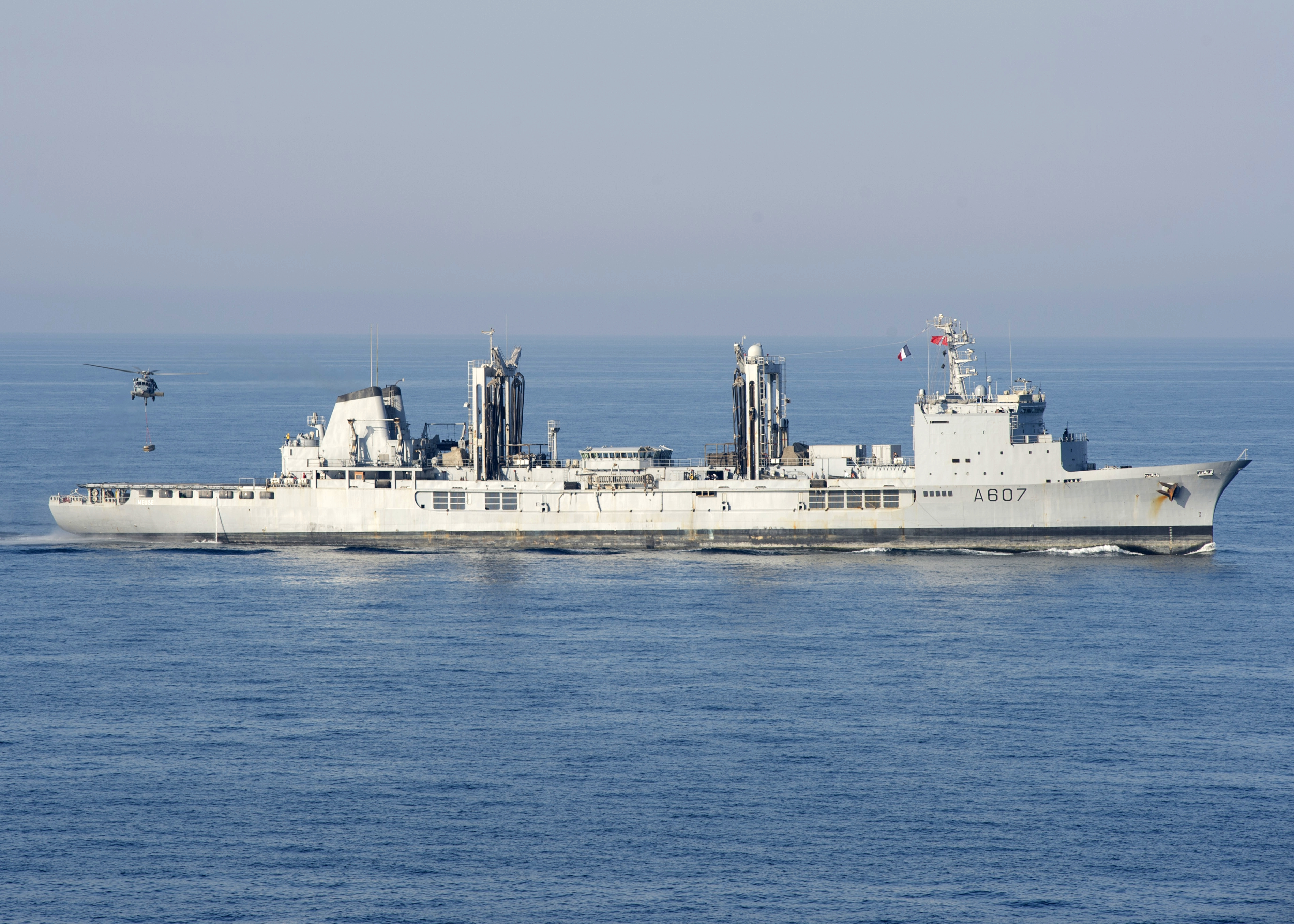
Le Meuse en mars 2015.

- Durance - A629 - vendu à la Marine argentine le 12 juillet 1999 Patagonia
- Meuse - A607 - désarmé le 16 décembre 2015 ; démantèlement à Bassens (2024).
- Var - A608 - désarmé le 1er juillet 2021
- Marne - A630 - désarmé en 2023

### Remorqueur de haute mer de type RHM
- Malabar - A664 - désarmé en 2017 ; démantelé au Havre en 2021.
- Tenace - A669 - désarmé en 2018 ; démantelé au Havre en 2021.
- Centaure - A674 - cédé à la Marine turque le 16 mars 1999.

### Remorqueurs ravitailleurs de type RR 4000
- Rari - A634 - désarmé le 12 septembre 2008
- Revi - A635 - désarmé en octobre 2016

### Remorqueurs ravitailleurs de type RR 2000
- Taape - A633 - remorqueur ravitailleur -

### Bâtiment de soutien de région de type Chamois
- Chamois - A767 - Bâtiment de Soutien de Région - désarmé en 1995 - transféré à Madagascar Matsilo
- Élan - A768 - Bâtiment de Soutien de Région - désarmé le 2 juillet 2019
- Chevreuil - A774 - Bâtiment de Soutien de Région - retiré du service actif le 31 mars 2010 - reconverti en Chaland Releveur d'Ancrages (Y 693)
- Gazelle - A775 - Bâtiment de Soutien de Région - désarmé le 4 juin 2018
- Isard - A776 - Bâtiment d'intervention sous la mer - désarmé le 1er mars 2006
- Tapataï - A779 - Remorqueur-ravitailleur - désarmé le 1992

## Autres navires
- Henri Poincaré - A603 : Bâtiment d'essais et de mesures - désarmé en 1993
- Ile d'Oléron - A610 : Bâtiment d'essais et d'expérimentation - désarmé le 31 mars 2002
- Aunis - A643 : Bâtiment de recherche sonar - désarmé le 1er juillet 1981
- Berry - A644 : Bâtiment d'essais et de mesures - désarmé en mai 1999
- Pétrel - A698 : Releveur de torpilles - désarmé le 31 juillet 1980
- Pélican - A699 : Releveur de torpilles - désarmé le 25 novembre 1988
- D'Entrecasteaux - P674 : Bâtiment de sauvegarde et d'entraînement (ex-bâtiment océanographique) - désarmé le 12 septembre 2008 ; brise-lames à Lorient (2012-2024) ; démantèlement à Bassens (2024).

### Bâtiments hydrographiques
- La Recherche - P650  : Bâtiment hydrographique de 1re classe - désarmé en juillet 1988
- Alidade - A682 : Bâtiment hydrographique de 2e classe - désarmé en janvier 1979
- Octant -  A683 : Bâtiment hydrographique de 2e classe - le 1er avril 1988
- L'Espérance - A756 : Bâtiment hydrographique - désarmé le 27 septembre 2000
- La Découverte (ancien armement Vieljeu)

### Gabares de mer
- Araignée - A727 - désarmé le 6 mai 1976
- Scorpion - A728 - désarmé le 28 avril 1975
- Tarentule - A729 - désarmé le 14 juillet 1972
- Libellule - A730 - désarmé en 1980
- Tianée - A731 - désarmé le 12 mars 1999
- Cigale - A760 - désarmé en mars 1988
- Criquet - A761 - désarmé le 10 décembre 1987
- Fourmi - A762 - désarmé en mars 1988
- Grillon - A763 - désarmé le 2 février 1988
- Scarabée - A764 - désarmé le 10 décembre 1987
- Locuste - A765 - désarmé le 28 avril 1975
- Luciole - A777 - désarmé le 27 décembre 1979

### Remorqueurs côtiers de type Actif
- Hercule - A667 - désarmé en 1992
- Le Fort - A671 - désarmé le 30 août 2002
- L'Utile - A672 - désarmé en 1999
- Lutteur - A673 - désarmé en 1999
- Robuste - A685 - désarmé en 1993
- Actif - A686 - désarmé en 1995
- Laborieux - A687 - désarmé en 1998
- Robuste - A688 - désarmé en 1993
- Travailleur - A692 - désarmé le 30 août 2002
- Efficace - A694 - désarmé en 1999
- Courageux - A706 - désarmé en 1980

### Transports de rade
- Morgane - Y671 - désarmé en 2003
- Merlin - Y735 - désarmé le 17 juillet 1998
- Mélusine - Y736 - désarmé le 17 juillet 1998

### Gabares de rade de type Persévérante
- La Prudente - Y749 - désarmée le 1er avril 2002
- La Persévérante - Y750 - désarmée le 1er janvier 2010
- La Fidèle - Y751 - coulée accidentellement le 30 avril 1997[14]

### Chalands pétroliers type Éthylène
- A633 - Benzène - désarmé le 4 août 1966
- Éthylène - sabordé le 25 août 1944

### Voilier trois-mâts
- Duchesse Anne - désarmé en 1959, vendu à la ville de Dunkerque en 1981 devenu musée.